# Kapitány Máté
Kapitány Máté (Budapest, 1997. január 21. –) magyar rapper, zeneszerző.

## Életpálya
Szaxofonozni tanult, de mindig is a rap zene megszállottja volt. Sok helyről merítkező zenéjére legnagyobb hatással Kanye West és Lil Wayne voltak.
Máté mindig is tevékenykedett producerként és 2017-ben zeneszerzőként is bemutatkozott Ezüstfekete című lemezével, majd jelentős részt vállalt Ress Világyegyetem című EP-jének készítésében is. Munkáira a Gorillaz is felfigyelt amikor az E.ON és a Index.hu által meghirdetett dalversenyen döntőbe jutott és egy napelemmel működtetett Solar Studióban egy dalt  is rögzíthetett további két előadó társaságában.
Új zenéit 2019-ben már a Universal Music Kft. Hungary adja köztük a JEEP albumot is (két részletben: JEEP:A és JEEP:B). 2019 második felében adta ki az ISTVÁN vol. 1 válogatáslemezt melyen régebbi ki nem adott vagy befejezetlen dalok illetve már megjelent dalok alternatív demó verzió találhatóak meg. A 2019-es évet a (y) album első kislemezének a Cérnametélt videóklipjével zárta.
2020 februárjában jelent meg a második kislemez az (y) nagyalbumról, a Kaszinó szintén egy videóklippel együtt. Máté több dalon is felbukkant producerként Krúbi – Ösztönlény nagylemezén mely 2021-ben Fonogram – Magyar Zenei Díj-at nyert az év külföldi rap vagy hip-hop albuma vagy hangfelvétele kategóriában.

## Diszkográfia

### Stúdióalbumok
| Album információ |
| --- |
| Ezüstfekete (Nagylemez) - Kiadás: 2017. június 30. - Kiadó: Kapitány Máté (szerzői kiadás) - Kislemezek: Cipő, Utolsó Cigi |

| Album információ |
| --- |
| JEEP:A (Középlemez) - Kiadás: 2019. május 31. - Kiadó: Universal Music Kft. Hungary - Kislemezek: Pénzösszeg, Szörny |

| Album információ |
| --- |
| ISTVÁN vol. 1 (Válogatásalbum) - Kiadás: 2019. október 10. - Kiadó: Universal Music Kft. Hungary - Kislemezek: SZÉDÜLETESdemo, JEEPinterlude1000 |

| Album információ |
| --- |
| (y) (Nagylemez) - Kiadás: 2020. március 9. - Kiadó: Universal Music Kft. Hungary - Kislemezek: Cérnametélt, Kaszinó |

| Album információ                                                                                             |
| --- |
| Kontroll (Nagylemez) - Kiadás: 2021. július 22. - Kiadó: Universal Music Kft. Hungary - Kislemezek: Kontroll |

| Album információ                                                                                         |
| --- |
| JEEP:B (Nagylemez) - Kiadás: 2023. június 2. - Kiadó: Kapitány Máté(szerzői kiadás) - Kislemezek: Almafa |

| Album információ                                                                                               |
| --- |
| Puncs (Középlemez) - Kiadás: 2023. október 27. - Kiadó: Kapitány Máté, Schmrk (szerzői kiadás) - Kislemezek: - |

### Kislemezek
| Év   | Cím                           | Album                  | Szerző(k)                      | Producer                                                           | Videóklip | Rendező             |
| ---- | ----------------------------- | ---------------------- | ------------------------------ | ------------------------------------------------------------------ | --------- | ------------------- |
| 2016 | Cipő (feat. Ress)             | Ezüstfekete            | Kapitány Máté, Ress            | Kapitány Máté                                                      | Nincs     | -                   |
| 2016 | Utolsó Cigi (Feat. Ress)      | Ezüstfekete            | Kapitány Máté, Ress            | Mall Grab, Kapitány Máté                                           | Van       | Ress, Kapitány Máté |
| 2018 | Pár Piálás Remix              | ISTVÁN vol. 1          | Belmondo, Kapitány Máté        | Belmondo, Kapitány Máté                                            | Nincs     | -                   |
| 2018 | Valaha                        | Trap Hungary Mixtape 2 | Kapitány Máté                  | Kapitány Máté                                                      | Nincs     | -                   |
| 2018 | KATTANA                       | -                      | Kapitány Máté                  | Kapitány Máté                                                      | Nincs     | -                   |
| 2018 | EüF                           | -                      | Kapitány Máté                  | Aesztetik, Kapitány Máté                                           | Nincs     | -                   |
| 2018 | KATTANA remix (feat. gyuris)  | -                      | Kapitány Máté, gyuris          | Kapitány Máté                                                      | Van       | Naplók Studió       |
| 2018 | Pénzösszeg (feat. Lil Frakk)  | JEEP:A                 | Kapitány Máté                  | Kapitány Máté                                                      | Van       | Ress                |
| 2018 | MIVAN (feat. Lil Frakk, Ress) | -                      | Kapitány Máté, Lil Frakk, Ress | Kapitány Máté, YBR                                                 | Nincs     | -                   |
| 2019 | Szörny (feat. Lil Holt)       | JEEP:A                 | Kapitány Máté                  | Kapitány Máté                                                      | Van       | Ress                |
| 2019 | SZÉDÜLETESdemo                | ISTVÁN vol. 1          | Kapitány Máté                  | Kapitány Máte                                                      | Nincs     | -                   |
| 2019 | JEEPinterlude1000             | ISTVÁN vol. 1          | Kapitány Máté                  | Kapitány Máte                                                      | Nincs     | -                   |
| 2019 | Felhő (feat. Lil Frakk)       | Trap Hungary Mixtape 3 | Kapitány Máté, Lil Frakk       | Kapitány Máte                                                      | Nincs     | -                   |
| 2020 | Cérnametélt                   | (y)                    | Kapitány Máté                  | Kapitány Máte                                                      | Van       | Ress                |
| 2020 | Kaszinó                       | (y)                    | Kapitány Máté                  | Kapitány Máté, Ress                                                | Van       | Szén Benjámin       |
| 2020 | Minibár                       | -                      | Kapitány Máté                  | Kapitány Máté                                                      | Nincs     | -                   |
| 2021 | Kontroll                      | Kontroll               | Kapitány Máté, Lil Frakk, Ress | Kapitány Máté, Lil Frakk, Ress                                     | Van       | Mazzag Izabella     |
| 2021 | Más Alatt                     | -                      | Kapitány Máté                  | Kapitány Máté                                                      | Nincs     | -                   |
| 2021 | MIVAN REMIX                   | -                      | Kapitány Máté, Lil Frakk, Ress | Kapitány Máté, Lil Frakk, Ress, Clikvork, Klay, Whoel, Fiyuu, Zorz | Nincs     | -                   |
| 2022 | Repohár                       | -                      | Kapitány Máté                  | Kapitány Máté                                                      | Van       | Regős Ábel          |
| 2022 | Sushigazdag                   | -                      | Kapitány Máté, Lil Frakk, Ress | Kapitány Máté                                                      | Van       | Ress                |
| 2022 | UhBebi                        | -                      | Kapitány Máté                  | Kapitány Máté                                                      | Nincs     | -                   |
| 2022 | ACTION MAN                    | -                      | Kapitány Máté                  | Kapitány Máté                                                      | Van       | Pál Ákos            |
| 2023 | Almafa                        | JEEP:B                 | Kapitány Máté, Horváth Dominik | Kapitány Máté, Horváth Dominik                                     | Van       | Dezső               |
| 2023 | Old Kanye                     | -                      | Kapitány Máté, Vudekanjovic    | Kapitány Máté, Dékány Dániel                                       | Nincs     | -                   |

### Közreműködései
| Év   | Előadó     | Cím                                        | Album                     | Szerző(k)                       | Producer            | Videóklip | Rendező                  |
| ---- | ---------- | ------------------------------------------ | ------------------------- | ------------------------------- | ------------------- | --------- | ------------------------ |
| 2018 | Ress       | Tudat Alatt (feat. Figura, Kapitány Máté)  | -                         | Ress, Figura, Kapitány Máté     | Ress, Kapitány Máté | Nincs     | -                        |
| 2018 | gyuris     | eszembe (feat. Kapitány Máté)              | a telihold fényében       | gyuris, Kapitány Máté           | gyuris              | Nincs     | -                        |
| 2019 | Lil Frakk  | Lúdtalp (feat. Kapitány Máté)              | Brokaz                    | Lil Frakk, Kapitány Máté        | D.Koms              | Van       | Wolfshoot Productions    |
| 2020 | Lil Frakk  | Kanapé (feat. Kapitány Máté)               | -                         | Lil Frakk, Kapitány Máté        | Kapitány Máté       | Van       | Lil Frakk, Kapitány Máté |
| 2020 | Ress       | Bunda                                      | HIMALAYA                  | Kapitány Máté, Ress             | Kapitány Máté, Ress | Nincs     | -                        |
| 2020 | Peety      | Engedj ki (feat. Kapitány Máté, Lil Frakk) | AMAT                      | Peety, Kapitány Máté, Lil Frakk | Kapitány Máté       | Van       | Wolfshoot Productions    |
| 2021 | Beton.Hofi | MALÉV (feat. Kapitány Máté)                | comic sins                | Beton.Hofi, Kapitány Máté       | Kapitány Máté       | Nincs     | -                        |
| 2021 | Realisztik | Legenda (feat. Kapitány Máté)              | MOODSWING                 | Realisztik, Kapitány Máté       | D.Koms              | Nincs     | -                        |
| 2022 | KONDOR96   | Mamacita                                   | - OG -                    | KONDOR96, Kapitány Máté         | kram ekeb           | Nincs     | -                        |
| 2022 | Young B!TE | Pánik                                      | Intergalaktikus Drogdíler | Young B!TE                      | Benedek Kolics      | Nincs     | -                        |
| 2022 | 6363       | Szeress                                    | M3T4M4T1K4                | 6363, Kapitány Máté, Krúbi      | Gergely Szabó       | Van       | benvoros, yovikkkk       |